# Rafael Sánchez Muñoz
Rafael Carlos Sánchez Muñoz (Cáceres) es un exvoleibolista español. Fue jugador del Licenciados Reunidos y de la AD Cáceres, heredero del anterior tras su desaparición en 1989.
Siendo estudiante del colegio Licenciados Reunidos de Cáceres, comenzó a jugar a voleibol en los años 1970 debutando con el primer equipo en la temporada 1985-1986 en el último partido de liga.